# Sun Wenyan
Sun Wenyan –en chino, 孙文雁– (Hunan, 27 de diciembre de 1989) es una deportista china que compite en natación sincronizada.
Participó en tres Juegos Olímpicos de Verano entre los años 2012 y 2020, obteniendo cinco medallas: plata en Londres 2012, dos platas en Río de Janeiro 2016 y dos platas en Tokio 2020. Ganó dieciséis medallas en el Campeonato Mundial de Natación entre los años 2009 y 2019.

## Palmarés internacional
| Juegos Olímpicos   | Juegos Olímpicos        | Juegos Olímpicos  | Juegos Olímpicos  |
| Año                | Lugar                   | Medalla           | Prueba            |
| ------------------ | ----------------------- | ----------------- | ----------------- |
| 2012               | Londres (Reino Unido)   | Medalla de plata  | Equipo            |
| 2016               | Río de Janeiro (Brasil) | Medalla de plata  | Dúo               |
| 2016               | Río de Janeiro (Brasil) | Medalla de plata  | Equipo            |
| 2020               | Tokio (Japón)           | Medalla de plata  | Dúo               |
| 2020               | Tokio (Japón)           | Medalla de plata  | Equipo            |
| Campeonato Mundial |                         |                   |                   |
| Año                | Lugar                   | Medalla           | Prueba            |
| 2009               | Roma (Italia)           | Medalla de plata  | Combinación libre |
| 2011               | Shanghái (China)        | Medalla de plata  | Equipo técnico    |
| 2011               | Shanghái (China)        | Medalla de plata  | Equipo libre      |
| 2011               | Shanghái (China)        | Medalla de plata  | Combinación libre |
| 2011               | Shanghái (China)        | Medalla de bronce | Solo libre        |
| 2015               | Kazán (Rusia)           | Medalla de plata  | Dúo técnico       |
| 2015               | Kazán (Rusia)           | Medalla de plata  | Dúo libre         |
| 2015               | Kazán (Rusia)           | Medalla de plata  | Equipo técnico    |
| 2015               | Kazán (Rusia)           | Medalla de plata  | Equipo libre      |
| 2015               | Kazán (Rusia)           | Medalla de plata  | Combinación libre |
| 2015               | Kazán (Rusia)           | Medalla de bronce | Solo técnico      |
| 2019               | Gwangju (Corea del Sur) | Medalla de plata  | Dúo técnico       |
| 2019               | Gwangju (Corea del Sur) | Medalla de plata  | Dúo libre         |
| 2019               | Gwangju (Corea del Sur) | Medalla de plata  | Equipo técnico    |
| 2019               | Gwangju (Corea del Sur) | Medalla de plata  | Equipo libre      |
| 2019               | Gwangju (Corea del Sur) | Medalla de plata  | Combinación libre |